# 2617 Jiangxi
2617 Jiangxi је астероид главног астероидног појаса. Приближан пречник астероида је 52,65 ,
а средња удаљеност астероида од Сунца износи 3,162 астрономских јединица (АЈ).
Инклинација (нагиб) орбите у односу на раван еклиптике је 12,901 степени, а орбитални период износи 2053,982 дана (5,623 година). Ексцентрицитет орбите астероида износи 0,230.
Апсолутна магнитуда астероида износи 10,40 а геометријски албедо 0,044.
Астероид је откривен 26. новембра 1975. године.